# Dryopteris dispar
Dryopteris dispar là một loài dương xỉ trong họ Dryopteridaceae. Loài này được Maxon & C.V. Morton mô tả khoa học đầu tiên năm 1938.
Danh pháp khoa học của loài này chưa được làm sáng tỏ. 